# La Fille de Montréal
La Fille de Montréal est un film québécois de Jeanne Crépeau sorti au début de 2011.

## Synopsis
Ariane, une cinéaste quadragénaire un peu marginale, vit dans le même appartement depuis plus de vingt ans. Elle est sous le choc le jour où elle reçoit un avis d'expulsion de son propriétaire. À la recherche d'un nouvel appartement, alors que ses revenus sont plutôt modestes, s'ajoute la déception de devoir s'éloigner d'un cadre de vie auquel elle est très attachée. Tant bien que mal, Ariane tente de faire face à la situation. 

## Distribution
- Amélie Grenier
- Marie-Hélène Montpetit
- Jean Turcotte
- Paul Savoie
- Guillaume Cyr